# المدرسة الياقوتية (اليمن)
 المدرسة الياقوتية بعدن  هي مؤسسة تعليمية بنيت في القرن الخامس عشر الميلادي وهي حاليا مسجد يعرف بمسجد الذهيبي 